# 諫早ケーブルテレビジョン放送
諫早ケーブルメディア株式会社（いさはやケーブルメディア）は、長崎県諫早市に本社があるケーブルテレビ局である。

## 沿革
- 1973年（昭和48年）5月30日 - 諫早有線テレビジョン放送株式会社（いさはやゆうせんテレビジョン）設立。事務所を諫早市東本町に置く。
- 1977年（昭和52年）6月1日 - 有線放送業務を開始。
- 1985年（昭和60年）8月10日 - 自主放送制作開始。
- 1989年（平成元年） - 西彼杵郡多良見町（現・諫早市）へエリア拡大の許可申請受理。
- 1992年（平成4年） - 本社を現在地に移転。社名を諫早ケーブルテレビジョン放送株式会社（いさはやケーブルテレビジョン）に変更。
- 1994年（平成6年） - 北高来郡飯盛町（現・諫早市）へエリア拡大の許可申請受理。
- 2001年（平成13年）4月19日 - 第一種電気通信事業許可[1]。北高来郡森山町（現・諫早市）へのエリア拡大許可。
- 2002年（平成14年） - インターネットサービス、正式に開始。
- 2005年（平成17年）3月1日 - 市町村合併により、多良見町・飯盛町・森山町が諫早市の一部に。
- 2006年（平成19年） - BS・CSデジタル放送・地上デジタル放送、サービス開始。
- 2007年（平成19年）4月1日 - 諫早市小長井地域有線テレビジョン施設の指定管理者業務開始。
- 2008年（平成20年）12月1日 - TVQ九州放送の地上デジタル放送を開始。
- 2009年（平成21年）8月1日 - RKB毎日放送・九州朝日放送・福岡放送の地上デジタル放送を開始。
- 2011年（平成23年）
  - 7月1日 - テレビ西日本の地上デジタル放送を開始。
  - 7月24日 - 熊本県民テレビの再送信を終了。
- 2014年（平成26年）7月1日 - 社名を諫早ケーブルテレビ株式会社（いさはやケーブルテレビ）に変更[2]。
- 2018年（平成30年）12月1日 - 社名を諫早ケーブルメディア株式会社に変更[2]。

## サービスエリア
- 長崎県諫早市
  - 旧小長井町地域は「小長井町有線テレビジョン施設」（2005年3月の合併後は「諫早市小長井地域有線テレビジョン施設」[3]）のサービスエリアであるが、「諫早ケーブルテレビ」が指定管理者となり、サービスを実施している。

## 主な放送チャンネル

### 地上波系列別再送信局
| NHK-G   | NHK-E   | NNN/NNS                 | ANN                       | JNN                  | TXN         | FNN/FNS                 | JAITS |
| ------- | ------- | ----------------------- | ------------------------- | -------------------- | ----------- | ----------------------- | ----- |
| NHK長崎 | NHK長崎 | 長崎国際テレビ 福岡放送 | 長崎文化放送 九州朝日放送 | 長崎放送 RKB毎日放送 | TVQ九州放送 | テレビ長崎 テレビ西日本 |       |

### テレビ局
| デジタル    | 放送局                                                    |
| ----------- | --------------------------------------------------------- |
| D011(1)     | NHK長崎総合                                               |
| D021(2)     | NHK長崎教育                                               |
| D031(3)     | 長崎放送                                                  |
| D041(4)     | 長崎国際テレビ                                            |
| D051(5)     | 長崎文化放送                                              |
| D071(7)     | TVQ九州放送                                               |
| D081(8)     | テレビ長崎                                                |
| 011-1       | 九州朝日放送                                              |
| 041-1       | RKB毎日放送                                               |
| 051-1       | 福岡放送                                                  |
| 081-1       | テレビ西日本                                              |
| 111         | 3SUNテレビ・3SUNひろば 週刊スポーツハイライト（自主放送） |
| 121         | お天気チャンネル                                          |
| 2K BS放送   |                                                           |
| 101         | NHK BS                                                    |
| 141         | BS日テレ                                                  |
| 151         | BS朝日                                                    |
| 161         | BS-TBS                                                    |
| 171         | BSテレ東                                                  |
| 181         | BSフジ                                                    |
| 191         | WOWOW                                                     |
| 200         | BS10                                                      |
| 201         | BS10スターチャンネル                                      |
| 211         | BS11                                                      |
| 222         | TwellV                                                    |
| 231         | 放送大学テレビ                                            |
| 531         | 放送大学ラジオ                                            |
| 4K8K BS放送 |                                                           |
| 101         | NHK BSプレミアム4K                                        |
| 141         | BS日テレ 4K                                               |
| 151         | BS朝日 4K                                                 |
| 161         | BS-TBS 4K                                                 |
| 171         | BSテレ東 4K                                               |
| 181         | BSフジ 4K                                                 |
| CS放送      |                                                           |
| 198         | Mnet                                                      |
| 210         | J sports 3                                                |
| 211         | スカイA                                                   |
| 212         | GAORA SPORTS                                              |
| 213         | J sports 1                                                |
| 214         | J sports 2                                                |
| 215         | J sports 4                                                |
| 218         | 日テレジータス                                            |
| 223         | V☆パラダイス                                              |
| 225         | 東映チャンネル                                            |
| 226         | 衛星劇場                                                  |
| 231         | スーパー!ドラマTV                                         |
| 232         | アクションチャンネル                                      |
| 233         | Dlife                                                     |
| 234         | 時代劇専門チャンネル                                      |
| 240         | カートゥーン ネットワーク                                 |
| 241         | アニマックス                                              |
| 242         | キッズステーション                                        |
| 244         | アニメシアターX                                           |
| 245         | テレ朝チャンネル1                                         |
| 251         | 日経CNBC                                                  |
| 252         | 日テレNEWS24                                              |
| 255         | ヒストリーチャンネル                                      |
| 259         | ナショナルジオグラフィック                                |
| 262         | スペースシャワーTV                                        |
| 263         | MTV                                                       |
| 270         | 囲碁・将棋チャンネル                                      |
| 271         | ショップチャンネル                                        |
| 272         | QVC                                                       |
| 276         | 釣りビジョン                                              |
| 281         | フジテレビTWO                                             |
| 282         | フジテレビONE                                             |
| 283         | ザ・シネマ                                                |
| 285         | グリーンチャンネル1                                       |
| 286         | グリーンチャンネル2                                       |
| 287         | レジャーチャンネル1                                       |
| 290         | プレイボーイチャンネル                                    |
| 291         | チャンネル・ルビー                                        |
| 292         | レインボーチャンネル                                      |
| 293         | ミッドナイトブルー                                        |
| 121         | ウェザーニュース                                          |

- デジタル放送はi-HITSを使用している。
- デジタル放送の区域外再放送について2008年12月1日にTVQ、2009年8月1日にRKB・KBC・FBS、2011年7月1日にTNCのデジタル再送信をそれぞれ開始。福岡県の民放テレビ5局が揃ったことになる。
  - ただし、KKT熊本県民テレビは2011年7月24日のアナログ放送の終了をもって再送信は終了した。

## 電話サービス
- ケーブルプラス電話（ KDDIとの業務提携により提供する固定電話サービス）